# Stoj na hlavě

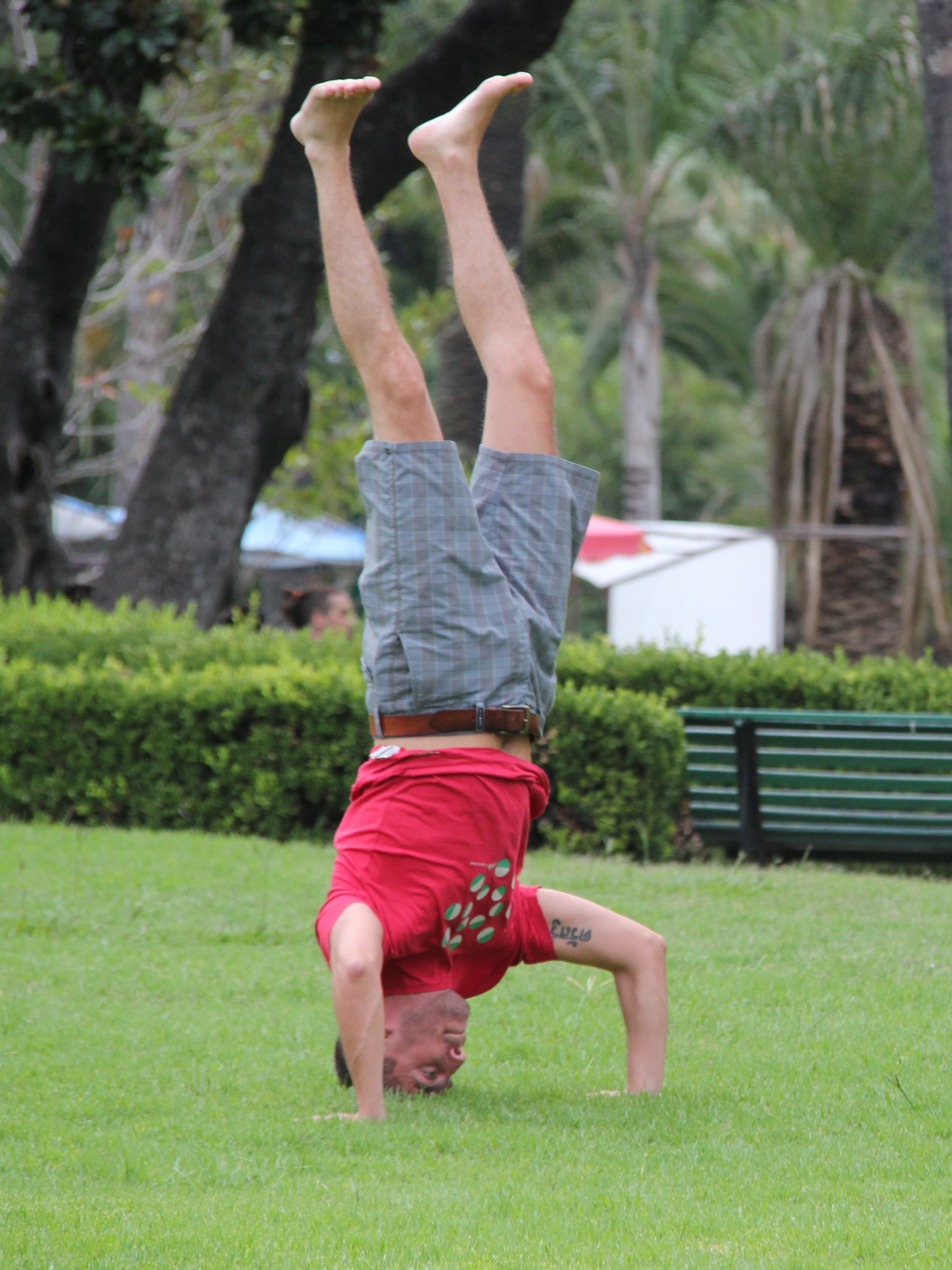
Muž dělá stoj na hlavě v parku v Buenos Aires.

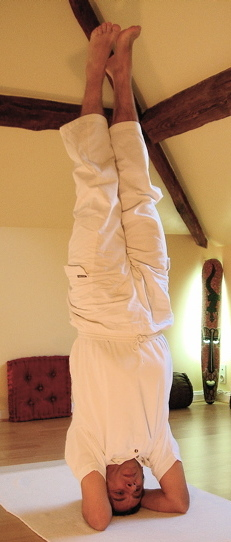
Širšásana

Stoj na hlavě je cvik s pozicí držení těla hlavou dolů. Tento cvik se používá v různých pozicích jógy, breakdance, akrobacie a gymnastiky.

## Variace

### Symetrický stoj na hlavě
Jóga preferuje symetrii, nikoliv dokonalou vertikální pozici nohou.

### Asymetrické stojky na hlavě
Některé inverzní pozice v józe nemají nohy, a v některých případech i trup ve zcela vertikální poloze.